# WinMerge
WinMerge — свободное ПО с открытым исходным кодом для сравнения и синхронизации файлов и каталогов, распространяемое на условиях лицензии GNU GPL для Microsoft Windows.

## Основные возможности
- Визуальное сравнение и синхронизация текстовых файлов
- Гибкий редактор с подсветкой синтаксиса, возможностью показа номеров строк и автоматическим переносом текста.
- Поддерживает форматы текстовых файлов DOS, UNIX и Макинтош
- Сравнение каталогов
- Умеет создавать патчи
- Подсветка синтаксиса для многих языков программирования, таких как C/C++, Java, Pascal, Basic, JavaScript, Python
- Поддержка нескольких кодовых страниц
- Интеграция с системами контроля версий TortoiseSVN (Subversion), TortoiseHg (Mercurial), Microsoft Visual SourceSafe и Rational ClearCase
- Интеграция через свободный плагин со свободным файловым и архивным менеджером FAR Manager
- Работа с архивами с помощью 7-Zip
- Пользовательский интерфейс поддерживает несколько языков, в том числе русский